# 红豆碱
红豆碱（英語：abrine），又称相思子碱、相思豆毒素、相思碱等，化学名N-甲基色氨酸（英语：N-Methyltryptophan），系统名α-甲氨基-β-3-吲哚基丙酸，是一种有毒生物碱，化学式C12H14N2O2，是雞母珠种子（俗称相思豆）、鸡骨草等相思子属植物的主要毒素，此外在木麒麟等植物中亦有发现。

## 性质与毒性
红豆碱为针状结晶，在水中则析出菱状晶体。加热至297°C发生分解。溶于乙醇、热水、稀酸、稀碱溶液，微溶于冷水，不溶于乙醚。
有剧毒，对粘膜有强烈的刺激性，并可引起溶血。中毒死亡患者尸检可见急性胃肠炎症状，粘膜充血、粘膜下溢血，其中以小肠最为显著。中毒后可出现恶心、呕吐、肠绞痛、剧烈带血腹泻，并因严重呕吐、腹泻而造成失水、酸中毒和休克。中毒数日后可发生溶血现象，并引发黄疸、血色素尿、小便减少、结膜和视网膜炎、幻觉、呼吸困难，终至因内窒息死亡。
成人致死量为0.5mg。小鼠腹腔注射半数致死量0.02mg/kg，大鼠皮下注射最小致死剂量0.04mg/kg，家兔静脉注射最小致死剂量 0.01mg/kg。

## 制备
红豆碱可从相思豆中用甲醇-苯混合溶液提取，也可化学合成，如采用3-吲哚甲醛与1-甲基乙内酰脲缩合后其用硫化氢还原得到5-(3′-吲哚甲基)-1-甲基乙内酰脲，而后在氢氧化钡存在下经水解得到。